# Вајсах
Вајсах (њем. Weissach) општина је у њемачкој савезној држави Баден-Виртемберг. Једно је од 25 општинских средишта округа Беблинген. Према процјени из 2010. у општини је живјело 7.549 становника. Посједује регионалну шифру (AGS) 8115052.

## Географски и демографски подаци
Вајсах се налази у савезној држави Баден-Виртемберг у округу Беблинген. Општина се налази на надморској висини од 375 метара. Површина општине износи 22,2 km². У самом мјесту је, према процјени из 2010. године, живјело 7.549 становника. Просјечна густина становништва износи 340 становника/km².